# Premio Cole
Il premio Frank Nelson Cole, o premio Cole, è un premio istituito dall'American Mathematical Society in onore di Frank Nelson Cole, matematico statunitense segretario della stessa associazione.
Il premio, in realtà, è doppio: uno viene attribuito per importanti risultati ottenuti nel campo dell'algebra, l'altro per risultati notevoli in teoria dei numeri.
La scelta dei vincitori, sebbene la nazionalità non sia un fattore rilevante, è legata all'appartenenza all'AMS o all'aver pubblicato risultati sulle più importanti riviste statunitensi.

## Lista dei Premiati

### Algebra
- 1928 Leonard E. Dickson
- 1939 Abraham Adrian Albert
- 1944 Oscar Zariski
- 1949 Richard Brauer
- 1954 Harish-Chandra
- 1960 Serge Lang, Maxwell Rosenlicht
- 1965 Walter Feit, John G. Thompson
- 1970 John R. Stallings, Richard G. Swan
- 1975 Hyman Bass, Daniel Quillen
- 1980 Michael Aschbacher, Melvin Hochster
- 1985 George Lusztig
- 1990 Shigefumi Mori
- 1995 Michel Raynaud, David Harbater
- 2000 Andrei Suslin, Aise Johan de Jong
- 2003 Hiraku Nakajima
- 2006 János Kollár
- 2009 Christopher Hacon, James McKernan
- 2012 Alexander Merkurjev
- 2015 Peter Scholze
- 2018 Robert Guralnick
- 2021 Chenyang Xu
- 2024 Jessica Fintzen

### Teoria dei numeri
- 1931 Harry Vandiver
- 1941 Claude Chevalley
- 1946 Henry B. Mann
- 1951 Paul Erdős
- 1956 John Tate
- 1962 Kenkichi Iwasawa, Bernard M. Dwork
- 1967 James Ax, Simon B. Kochen
- 1972 Wolfgang M. Schmidt
- 1977 Gorō Shimura
- 1982 Robert Langlands, Barry Mazur
- 1987 Dorian M. Goldfeld,  Benedict Gross, Don Zagier
- 1992 Karl Rubin, Paul Vojta
- 1997 Andrew J. Wiles
- 2002 Henryk Iwaniec, Richard Taylor
- 2005 Peter Sarnak
- 2008 Manjul Bhargava
- 2011 Chandrashekhar Khare, Jean-Pierre Wintenberger
- 2014 Yitang Zhang, Daniel Goldston, János Pintz, Cem Yıldırım
- 2017 Henri Darmon
- 2020 James Maynard
- 2023 Kaisa Matomäki; Maksym Radziwill, James Newton; Jack Thorne